# A Bigger Splash (1973)
A Bigger Splash ist der Titel eines Films des britischen Regisseurs Jack Hazan von 1973. Hierin wird in halbdokumentarischer Weise der Maler David Hockney und sein privates und künstlerisches Umfeld porträtiert.

## Inhalt
Der Film gibt einen intimen Einblick in die Lebens- und Gefühlswelt des Künstlers David Hockney. Hierzu setzte der Regisseur Jack Hazan Dokumentaraufnahmen mit fiktionalen Szenen zusammen. Den zeitlichen Rahmen bilden die Jahre 1970 bis 1973, Drehorte sind London, New York und Kalifornien. In einer ersten Szene ist Hockney 1973 in einem Genfer Hotelzimmer zu sehen. Darauf folgt ein Rückblick ins Jahr 1970, bei dem Hockney, sein Freund Peter Schlesinger und die Textildesignerin Celia Birtwell gemeinsam eine Schau des Modeschöpfers Ossie Clark besuchen. Im Sommer 1971 trennen sich Hockney und sein Freund Peter Schlesinger. Hockney leidet sehr unter dem Ende der Liebesbeziehung. Er plant für eine Ausstellung in New York ein Porträt von Schlesinger an einem Swimmingpool zu malen. Die Entstehung dieses Gemäldes mit dem Titel Portrait of an Artist (Pool with Two Figures) zieht sich wie ein roter Faden durch den Film. Mal wird Hockney bei der Arbeit am Gemälde gezeigt, mal erscheinen Sequenzen, die wie Erinnerungen an die glücklichen Zeiten der Beziehung wirken. Hierzu gehören Szenen, die nackte junge Männer an einem Swimmingpool in Kalifornien zeigen. In anderen Sequenzen wird Schlesinger mit einem anderen jungen Mann beim Sex gezeigt. Diese homoerotischen Bilder unterstreichen das Ende der Beziehung zu Hockney. Sein Gemütszustand wird durch eine Reihe von Gesprächen mit Freunden deutlich. Diese sind im Film nicht nur als Person, sondern häufig auch als Porträtierte in Hockneys Gemälden zu sehen. So erscheinen beispielsweise Ossie Clark und der Galerist Henry Geldzahler vor Werken, in denen sie von Hockney porträtiert wurden. Auch andere bekannte Bilder Hockneys sind im Film zu sehen, darunter das Gemälde A Bigger Splash, von dem der Filmtitel entliehen ist.

## Kritik
Jack Hazan gehörte Anfang der 1970er Jahre zu David Hockneys Freundeskreis. Hazan überredete Hockney zu diesem Film, der zunächst davon ausging, dass es sich um einen reinen Dokumentarfilm handeln würde. Als Hockney den fertigen Film sah, war er verstört über die Intimität des Films. Um die Veröffentlichung des Films – und damit seiner Gefühlswelt – zu verhindern, bot Hockney 20.000 Pfund an, wenn Hazan den Film zerstören würde. Erst Hockneys Freundeskreis überzeugte ihn, der Veröffentlichung des Films zuzustimmen.
Der Film wurde auf verschiedenen Festivals gezeigt, wo er positive Kritiken erhielt. So lief der Film beispielsweise während der Semaine de la Critique im Rahmen der Internationalen Filmfestspielen von Cannes 1974. Beim Locarno Festival wurde der Film 1974 mit dem Silbernen Leoparden ausgezeichnet. Der Regisseur Martin Scorsese bezeichnete A Bigger Splash als „one of the finest films I have ever seen about an artist and his work“ (sinngemäß: einer der besten Filme, die ich je gesehen habe, über einen Künstler und sein Werk).